# Saint Louis des Pères Capucins

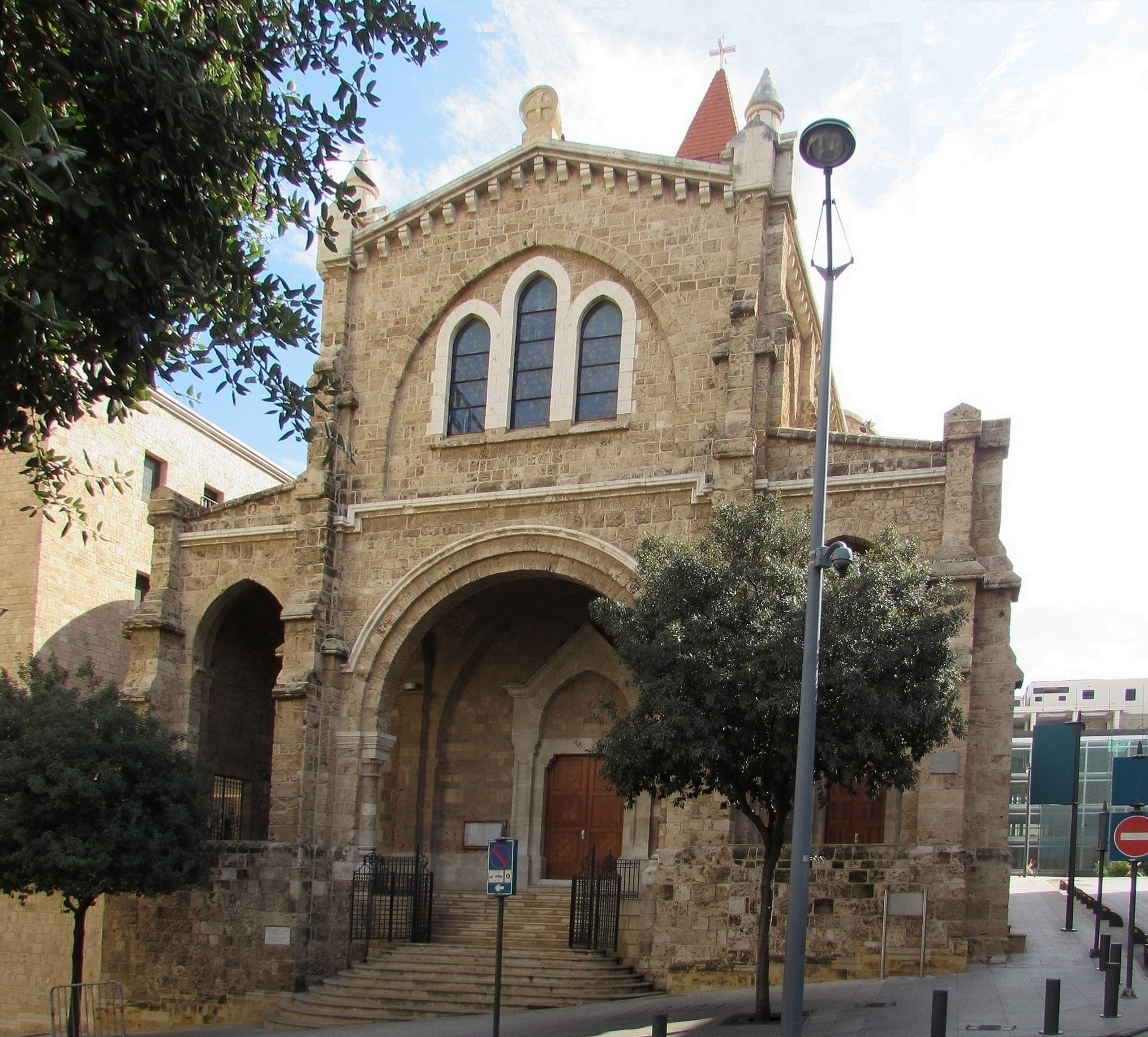
Die Kirche von Westen

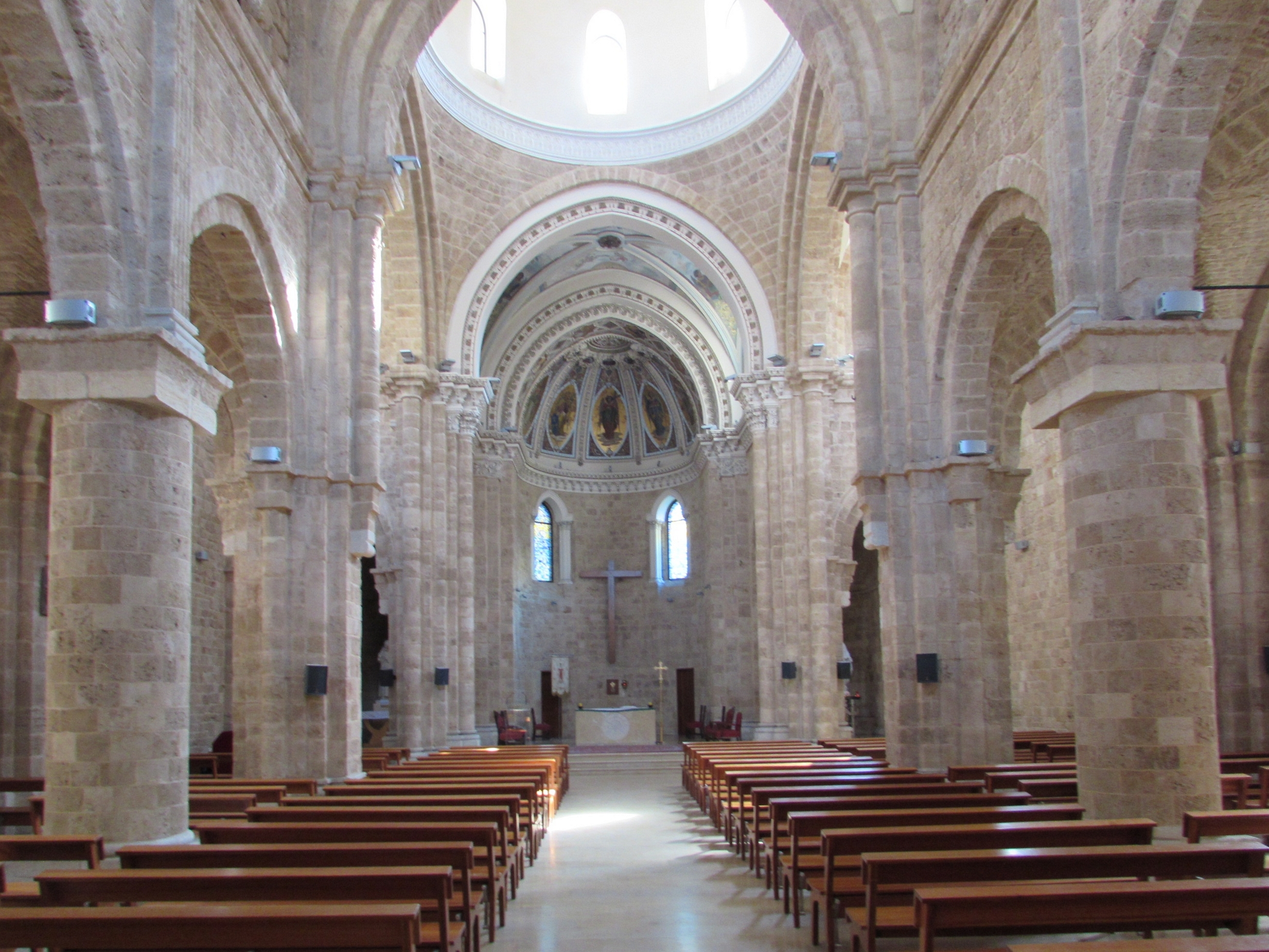
Innenansicht

Saint Louis des Pères Capucins ist eine römisch-katholische Kirche in der Innenstadt der libanesischen Hauptstadt Beirut. Sie ist die Bischofskirche des 1953 errichteten lateinischen Apostolischen Vikariats Beirut.

## Geschichte
Die Kirche wurde 1864 von Missionaren des Kapuzinerordens errichtet. Sie erhielt den Namen eines vorher bestehenden Kirchengebäudes der Kapuziner, das nach dem französischen König Ludwig IX. benannt worden war. Nach dem Libanesischen Bürgerkrieg war die Kirche eines der ersten historischen Gebäude, die restauriert wurden. Die Heilige Messe wird im Gegensatz zu anderen Kirchen Beiruts in französischer Sprache gehalten. Die Kirche liegt etwa 200 Meter westlich des Sāhat an-Nadschma, des Sternplatzes. Sie ist eine kreuzförmige Basilika in historisierenden Formen der Kreuzfahrergotik mit einer großen Vierungskuppel. An der Nordseite des Chors steht der sechsgeschossige Glockenturm.